# Parlatoria desolator
Parlatoria desolator är en insektsart som beskrevs av Mckenzie 1960. Parlatoria desolator ingår i släktet Parlatoria och familjen pansarsköldlöss. Inga underarter finns listade i Catalogue of Life.